# Piauí Pop
Piauí Pop é um festival de música pop que acontece em Teresina,Piauí.
É o maior evento de música, arte e cultura do estado, integrando fãs de todas as gerações e de vários estilos musicais, principalmente rock, reggae, rap, hiphop e música eletrônica. 
A 7a. edição do evento reúne 24 atrações nacionais de 4 a 8 de julho de 2023 no estádio Albertão.
Essa é a retomada do festival, depois de uma pausa de 14 anos.
Uma das marcas do Piauí Pop é inovar com formatos que surpreendam toda a cidade e os turistas. O festival envolve os espectadores não só nas apresentações mas antes, durante e depois de cada espetáculo. 
A nova proposta conta com 2 dias de seminários, workshops e palestras de capacitação ampliando ainda mais o conceito de um evento integrado a comunidade. É o Projeto Tem Futuro, que aborda temas como educação,sustentabilidade e novas tecnologias. 
O local escolhido marca também uma nova fase na maior estádio de futebol da capital do Piauí, que será transformado com três palcos para shows simultâneos e um leque de experiências para encantar a plateia. 
Atrações nacionais já anunciadas: Biquíni, Xamã, Natiruts, Marcelo Falcão, Criolo, Paralamas do Sucesso, Raimundos, Planta e Raiz, Poesia Acústica, Cynthia Luz e Froid, Negra Li, Sandra Sá, Sidoka. Detonautas, Edu Falaschi e Orquestra Sinfônica de Teresina, Filipe Ret, Paulo Ricardo.
A compra de passaportes é no site oficial do evento.

Primeira fase 
Entre os anos de 2004 e 2009 o Piauí Pop marcou uma geração de jovens, que esperavam com ansiedade a cada ano, a chegada da edição seguinte do festival. Durante a década de 1990 até os início dos anos 2000, eram raros os show de grandes nomes do pop e rock nacional no Piauí: razão pela qual, o festival rapidamente foi abraçado pelos teresinenses e durante seu período de existência, tornou-se parte do calendário cultural de Teresina.
No período de 2004 até 2008, as cinco primeiras edições do Piauí Pop tiveram como sede o Jockey Club da capital piauiense (zona leste da capital). O clube possuía grandes dimensões, de modo que comportava confortavelmente 20 mil pessoas na área de seu campo de futebol, inclusive com montagem de camarotes; e ainda haviam espaço eletrônico localizado no salão do clube e praça de alimentação com estandes de vendas e de patrocinadores.
O Piauí Pop foi o primeiro grande evento a utilizar o campo do Jockey Club para grandes shows, de modo que após o sucesso inicial do festival, outros eventos em céu aberto foram realizados no local. O grande problema é que o clube era encravado no bairro mais nobre da capital, cercado de grandes condomínios residenciais. Embora o Piauí Pop contasse com grande organização de trânsito, eventos como um show da banda Aviões do Forró e Forró do Muído realizado no mesmo local em 12 de abril de 2008 sem o devido planejamento integrado, resultou em transtornos para a vizinhança, com grande congestionamento no início da noite (chegada do público), bem como vários carros com "som automotivo" após o referido show nas ruas do entorno do local. Os incidentes se refletiram no Piauí Pop daquele ano (que veio ser o último no Jockey Club), o festival, que já estava agendado, foi realizado com o sucesso de sempre, porém, meses depois o clube teve caçada sua licença para grandes eventos, e para piorar, a diretoria do Jockey Clube, em uma negociação duvidosa vendeu a sede do clube. Esta venda inclusive é impugnada na justiça e as ações judiciais referentes a venda do clube tramitam até os dias de hoje.
No ano de 2009, o festival teve de ser realizado no Atlantic City Club, na zona sudeste da cidade. O impacto pela mudança de local foi grande: o festival que possuía três noites em cada edição, restou reduzido para apenas uma noite no ano 2009. Após esta edição, no ano de 2010 o festival entrou em hiato.

## Produção
O festival surgiu de uma iniciativa da empresa MP&A, da TV Cidade Verde (afiliada local do SBT) e da empresa D&E Entretenimento (que realiza o Ceará Music). Com essa união surgiu em 2004 um dos principais festivais de música,arte e cultura da região nordeste do Brasil, transformando Teresina, durante o mês de julho, na capital do Pop Rock. O Slogan do evento era: "Piauí Pop, a gente se encontra lá!".

## Edições do Evento

### 2004
Nos dias 2 e 3 de julho de 2004, o Piauí Pop teve como um dos objetivos o estímulo de novos talentos musicais e valorização da produção regional. Produziu-se um grande encontro cultural com diversas manifestações artísticas regionais e com a valorização de artistas consagrados regionais, que intitularam os três palcos do evento - três nomes da música do Piauí: Torquato Neto, Assis Davis e Maria da Inglaterra.
Nessa primeira edição do evento apresentaram-se, além das bandas locais no palco Assis Davis, atrações alternativas no palco Maria da Inglaterra e no palco Torquato Neto, sete bandas de Pop Rock do cenário nacional: Charlie Brown Jr., O Rappa e Los Hermanos na primeira noite e CPM 22, Cidade Negra, Titãs e Biquíni Cavadão no segundo dia do evento.
Curiosidade de 2004 nº 01: no início do ano de 2004, o Festival foi lançado em entrevista do Produtor Marcus Peixoto ao programa Jornal do Piauí da TV Cidade Verde (afiliada do SBT), onde o referido produtor expôs o formato que teria o evento e anunciou o início das venda sem anunciar nenhuma atração.A ânsia do público teresinense por novidades foi tão grande, que as vendas iniciais, realizadas na extinta loja Jelta do Teresina Shopping tiveram filas enormes e grande aglomeração, para a surpresa dos organizadores e até mesmo da direção do shopping, que não esperava o grande movimento.
Curiosidade de 2004 nº 02: o contraste do cenário do ano de 2004 com os dias de hoje: o lote inicial de passaportes para os dois dias da edição inaugural do evento foram comercializados por R$ 60,00 (sessenta reais), sendo que a maioria dos compradores, todos jovens e adolescentes, realizaram a compra através de carnê, em 5 parcelas de R$ 12,00 (doze reais). Após a confirmação de todas as atrações, foram vendidos ingressos individuais para a primeira ou segunda noite do evento, ao preço de R$ 45,00 (quarenta e cinco reais).
Curiosidade de 2004 nº 03: nas duas primeiras edições do Piauí Pop, não havia o espaço hoje comumente chamado "front stage", que é o local privilegiado em frente ao palco. Com isso, nas primeira edições o público possuía ampla liberdade para ver seus artistas prediletos juntinho da grade. 
Curiosidade de 2004 nº 04: a banda Kid Abelha foi uma das atrações inicialmente confirmadas para a primeira edição do festival, contudo, cerca de um mês antes, a banda cancelou sua participação em razão de incompatibilidade de logística.

### 2005
Em sua segunda edição e com uma estrutura maior, o Piauí Pop se firma como um dos principais eventos no cenário cultural do estado. A música pop conquista o público jovem e, se já era um dos estilos preferidos dos anos 80 e 90, passa a ser também a mais prestigiada da década, conquistando o público de todas as idades no Estado.Nessa edição apresentaram-se no palco Torquato Neto: Detonautas, Os Paralamas do Sucesso e Cidade Negra na primeira noite; Biquíni Cavadão, Capital Inicial, Engenheiros do Hawaii e Angra fizeram a alegria do público na segunda noite; Tribo de Jah, Skank, Pitty e CPM 22 fizeram a noite de encerramento do festival.

### 2006
Na sua terceira edição, o Piauí Pop inova oferecendo ao público novos espaços e novas atrações. Nesse ano, o evento mostra mais uma vez porque é sucesso entre as tribos de todas as idades e estilos. O encontro anual de alguns dos principais artistas da música pop nacional contou com algumas novidades. Nesse ano a primeira noite do evento (14/07) foi composta pelas bandas CPM 22, Capital Inicial e Cidade Negra no palco Torquato Neto. No segundo dia de festival (15/07) foi a vez de Los Hermanos, Barão Vermelho, Lulu Santos e Detonautas se apresentarem no palco principal. No domingo (16/07), encerrando o festival apresentaram-se: Planta e Raiz, Kid Abelha, O Rappa e Biquíni Cavadão.

### 2007
Nos dias 6, 7 e 8 de Julho, o Jockey Club foi sede da quarta edição do evento, novamente com algumas atrações inéditas do público piauiense. Natiruts, O Rappa, Skank, Angra rechearam de variedade a primeira noite do festival; Luxúria, Paralamas do Sucesso, Engenheiros do Hawaii, Charlie Brown Jr. foram as atrações da segunda noite desta edição; e Lulu Santos, Pitty e Biquini Cavadão foram as atrações nacionais que encerraram o festival.

### 2008
Nos dias 4, 5 e 6 de Julho, o Jockey Club foi sede da quinta edição do evento. Foram as seguintes atrações nacionais que movimentaram o festival, junto com muitas atrações locais:
-Sexta (04/6)
NXZero, Engenheiros do Hawaii, Capital Inicial e Almah
-Sáado (05/6)
Gabriel, O Pensador, Vanessa da Mata, Os Paralamas do Sucesso e Natiruts
-Domingo (06/6)
Banduirá (Atração Convidada), Ana Carolina, O Rappa e Monobloco
Na tenda eletrônica:
Sexta - 04/7
- Pastel (electro),Donato (electro - punk),Vinicius Veras (electrohouse,Fábio (Techno),Life Style (Psy SP),Ayhuaska (Psy).
Sábado - 05/7
- LeuzZ e Mano Robson Mc (Hip Hop),DavidfX (electrohouse),Carlos Kleber (Techno),AUDIO-X (Psy SP, Phypho (Psy).
Domingo - 06/7
- Gringo Vs Dudu Carioca (Hip Hop), Thico (Minimal), Dorivan (Progressive House), Fabricio Vs.Byron (Drum n Bass), INGRID (Electro 3plus+ SP), Eduardo Marreiros Vs Samis S. (UpLifting Trance), Kronus (Time Control Live) (Psy).

### 2009
A sexta edição do evento aconteceu no Centro de Convenções Atlantic City, em uma única noite, em 4 de julho de 2009.
Uma super estrutura inédita nesta casa de shows foi montada, integrando os vários espaços do local,  em uma área de 14 mil metros² com 2 Palcos no Espaço Show, um novo espaço, o EletroReggae e também uma nova área VIP, o Espaço Pega Leve.
As atrações que comandaram a festa foram Detonautas, Jota Quest, Rita Lee, O Rappa e Biquini Cavadão encerrando a festa, além de André Pulse e Perplex Live no Espaço EletroReggae.
Está foi a primeira vez que Jota Quest e Rita Lee participaram do evento.

## Espaços
- Dois Palcos principais em todas as edições do evento
- Tenda Eletrônica
- Mercado Mix (área com stand de vendas de produtos variados)
- Camarotes
- Espaço Jazz Blues
- Espaço Alimentação
- Espaço Saúde
- Hot Space Burn (área Vip a frente do palco principal)

## Atrações Locais que passaram pelo Piauí Pop
O festival sempre contou com um palco (e em algumas edições dois palcos) apenas para apresentação de atrações locais. Dentre as atrações locais, sempre houve variedade musical, passando do pop e rock, ao metal, reggae e música regional. Inclusive, em algumas edições havia o palco Maria da Inglaterra.
Dentre as atrações locais que passaram pelos palcos do Piauí Pop, cita-se:
Validuate, Besouros da Silva, Mano Crispin, Brigite Bardot, Anno Zero, Scud, Megahertz, Roque Moreira, Karranka, Banda Acesso, Cabesativa, Full Reggae, Gramophone, Machado Jr., Teófilo, Marlon e os Brandos, Casca Verde, Maria da Inglaterra, Batuque Elétrico, Cojobas, Clínica Tobias Blues, Bedtrip Clube, Radiofônicos, Roraima, Madame Baterflai, Banda Aclive, Ostiga Jr., Amigos do Vigia e Papanicolau, dentre outras.